# Огарёвка (Малосердобинский район)
Огарёвка — село в Малосердобинском районе Пензенской области России. Входит в состав Липовского сельсовета.

## География
Село находится в южной части Пензенской области, в пределах южной части Приволжской возвышенности, в лесостепной зоне, на правом берегу реки Колемас, вблизи места впадения её в реку Сердобу, на расстоянии примерно 11 километров (по прямой) к северу от села Малая Сердоба, административного центра района. Абсолютная высота — 201 метр над уровнем моря.

### Климат
Климат характеризуется как умеренно континентальный, с относительно жарким летом и холодной продолжительной зимой. Средняя температура воздуха самого холодного месяца (января) составляет −13 °C; самого тёплого месяца (июля) — 20 °C. Продолжительность безморозного периода равна 140—150 дней. Годовое количество атмосферных осадков — 497 мм, из которых большая часть выпадает в тёплый период. Снежный покров держится в течение 130—140 дней.

### Часовой пояс
Село Огарёвка, как и вся Пензенская область, находится в часовой зоне МСК (московское время). Смещение применяемого времени относительно UTC составляет +3:00.

## Население
| 1831 | 1839 | 1859 | 1877 | 1884 | 1897 | 1902 |
| ---- | ---- | ---- | ---- | ---- | ---- | ---- |
| 366  | ↗734 | ↘326 | ↗402 | ↗479 | ↗542 | ↘533 |
| 1911 | 1914 | 1921 | 1925 | 1928 | 1935 | 1939 |
| ↗717 | ↗720 | ↗980 | ↘886 | ↗984 | ↘535 | ↘516 |
| 1959 | 1970 | 1973 | 1979 | 1989 | 1996 | 2002 |
| ↘314 | ↘254 | ↘233 | ↘223 | ↘154 | ↘146 | ↘137 |
| 2010 | 2021 |      |      |      |      |      |
| ↘100 | ↘75  |      |      |      |      |      |

### Национальный состав
Согласно результатам переписи 2002 года, в национальной структуре населения русские составляли 97 % из 137 чел.